# Pine Brook (dopływ Meat Cove Brook)
Pine Brook – strumień (brook) w kanadyjskiej prowincji Nowa Szkocja, w hrabstwach Inverness i Victoria, płynący w kierunku północno-wschodnim i uchodzący do Meat Cove Brook; nazwa urzędowo zatwierdzona 7 lipca 1955.